# 三縁証券
三縁証券ウェルスマネジメント株式会社（さんえんしょうけん）は、愛知、岐阜、三重の東海地方を中心とした地域から西日本エリアにまたがるマーケットにおいて全店12店舗で営業を展開している。

## 概要
岡三証券グループの完全子会社。準大手証券のリソースを最大限活用しながらも、複雑な仕組債や新興国の高金利通貨建債券などの推奨・販売をせず、先進国株式と投資信託を用いたシンプルで分かりやすい商品・サービスの提供を徹底するという独自の営業手法を貫いている。2023年より「お客さまとのそのご家族の人生に貢献する。」を企業のミッションとしている。
2010年4月1日、六二証券株式会社（存続会社）と大石証券株式会社が合併し、誕生。2020年3月に田原証券の事業を譲り受け、現在の姿となっている。
2016年に公開された映画『聲の形』で、硝子が自転車に乗った将也に告白するシーンは岐阜県大垣市の新大橋がモデルになっており、背景に登場する「水門証券」は、三縁証券の看板がモチーフになっている。（2023年7月現在、看板は撤去されている）

## 店舗

### 本店

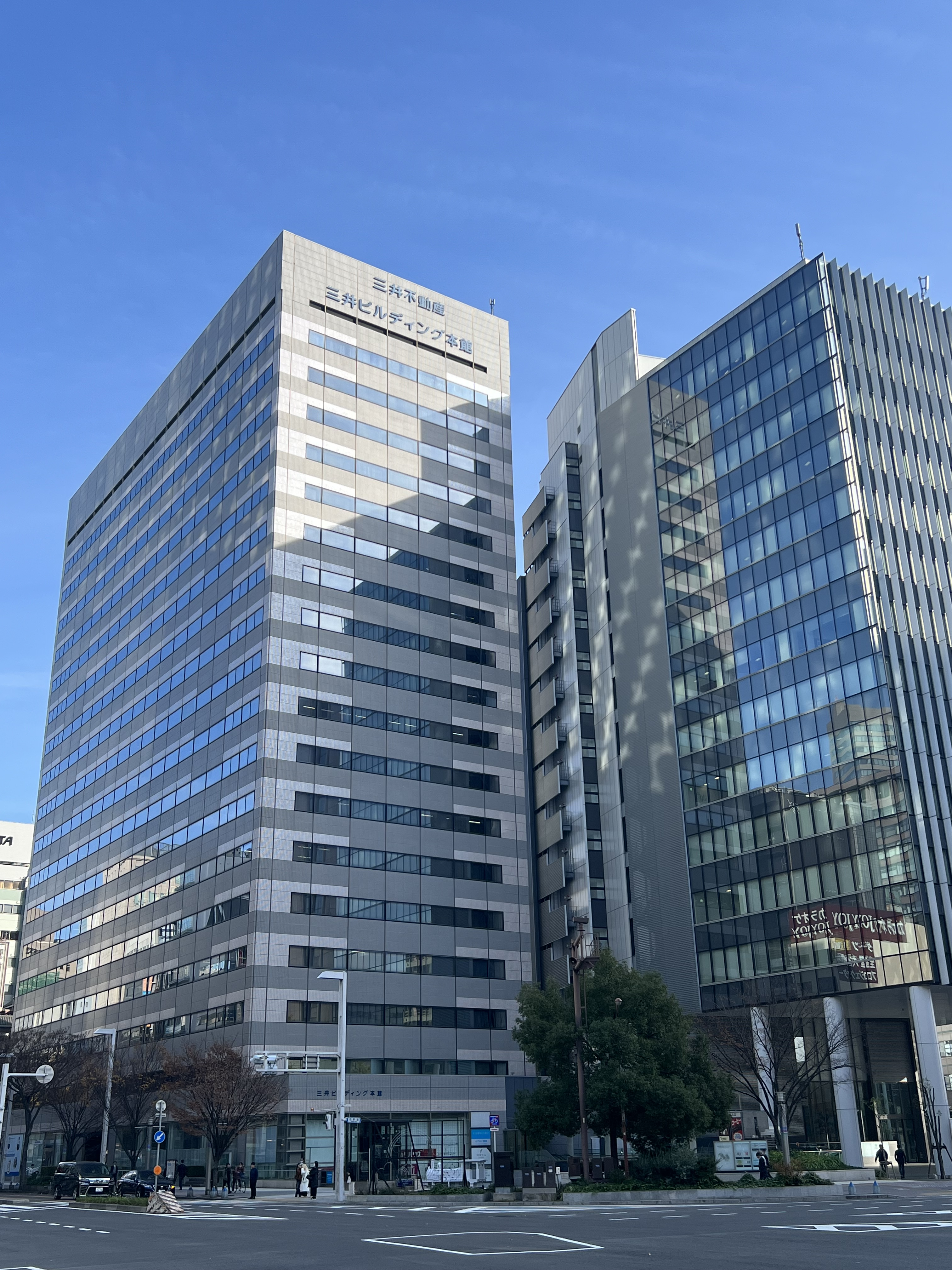
三縁証券本店が12階に入居する名古屋三井ビルディング本館

〒450-0003
愛知県名古屋市中村区名駅南 1-24-30 名古屋三井ビル本館
✆052-561-1811

### 岐阜県

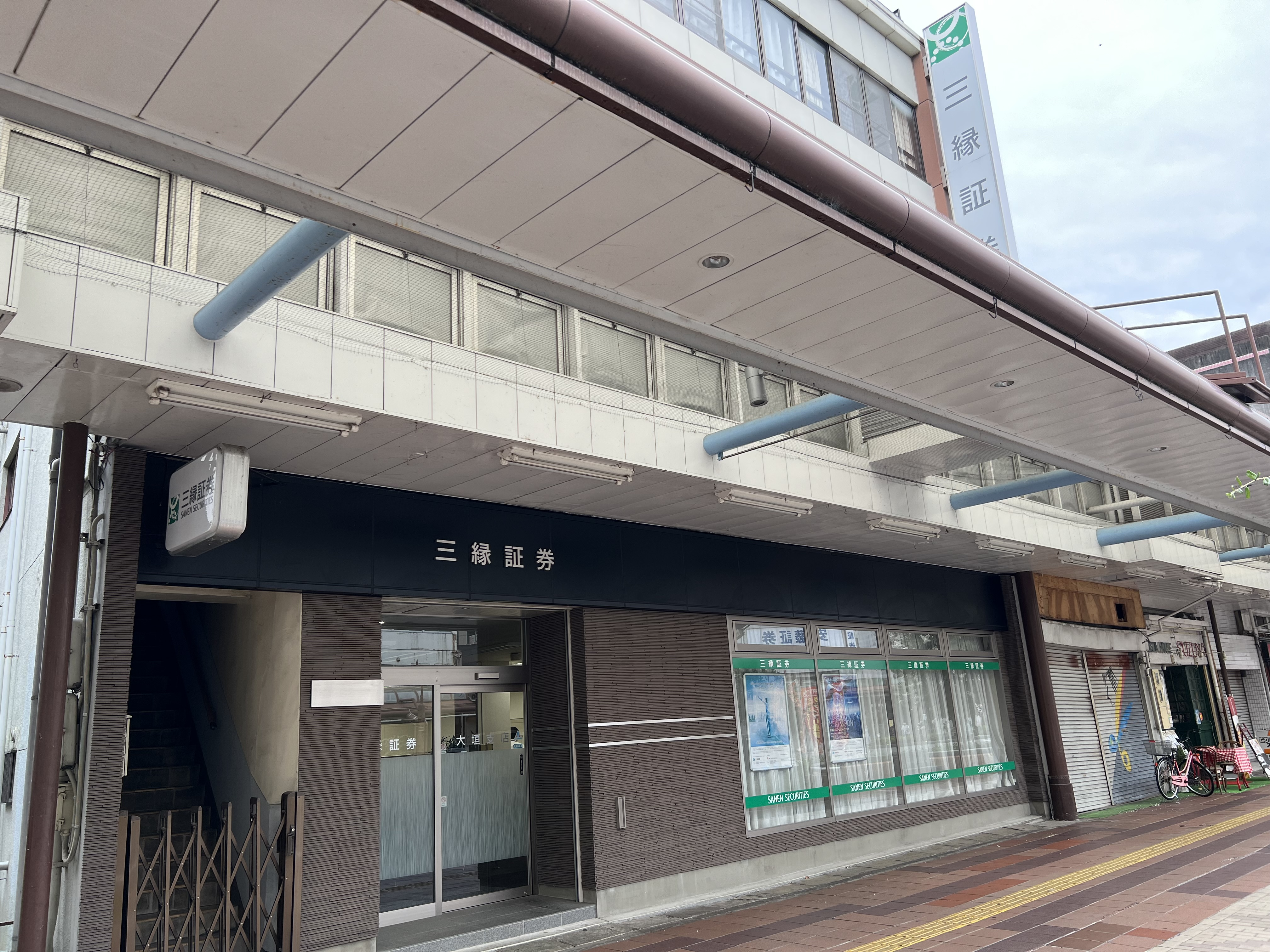
大垣支店

- 大垣支店
〒503-0902 岐阜県大垣市栗屋町1番地
✆0584-75-3111大垣支店
- 養老営業所
〒503-1314 岐阜県養老郡養老町高田字蓮寺421-5
✆0584-34-0051
- 平田営業所
〒503-0321 岐阜県海津市平田町今尾字中区1618-1
✆0584-66-2655
- 多治見営業所
〒507-0035 岐阜県多治見市栄町1-6-1
✆0572-23-5561

### 三重県

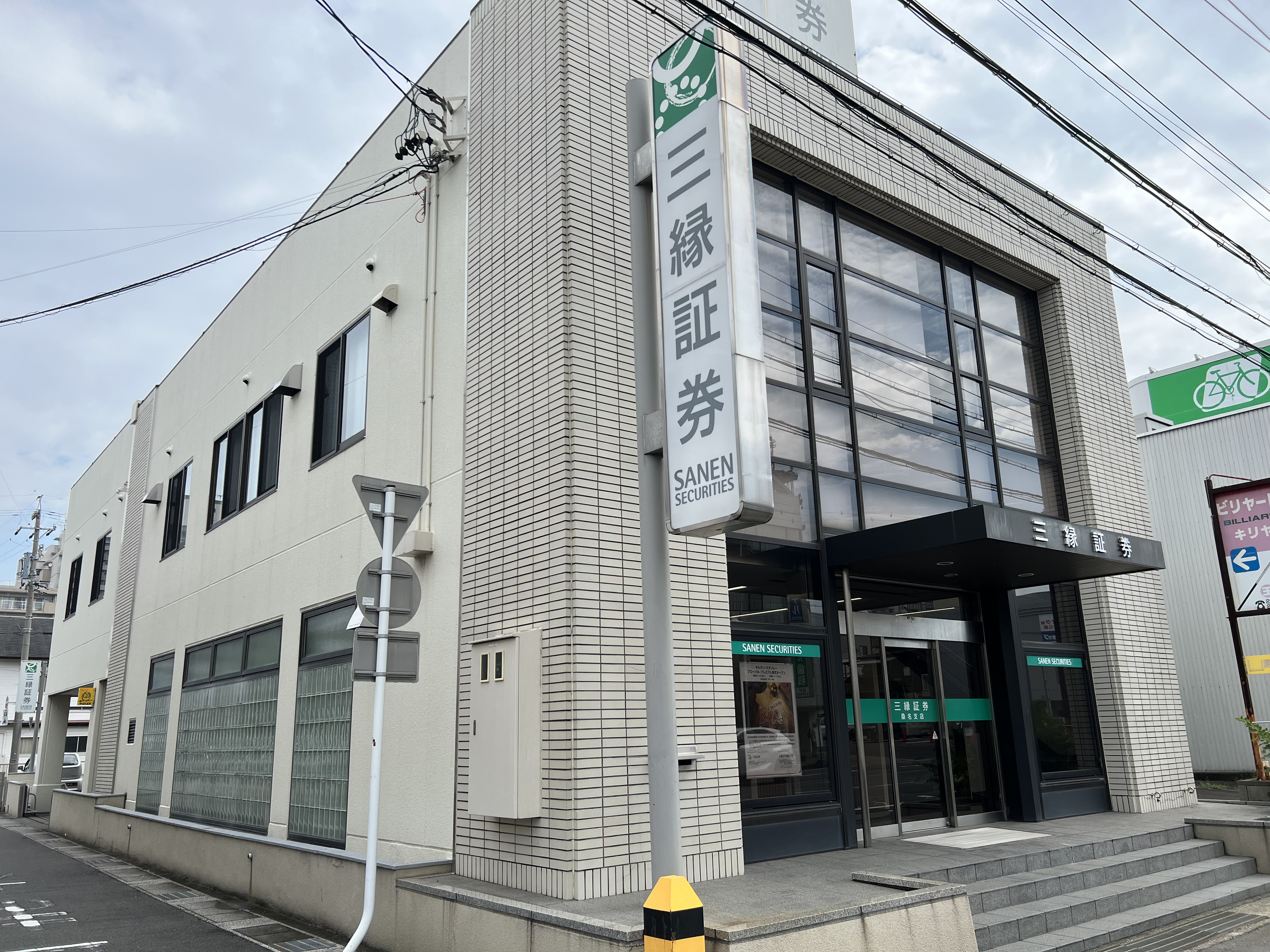
桑名支店

- 桑名支店
〒511-0068 三重県桑名市中央町1-29
✆0594-23-6211

### 愛知県
- 弥冨営業所
〒498-0023 愛知県弥富市鯏浦町上六57番地
✆0567-67-4777
- 蟹江営業所
〒497-0055 愛知県海部郡蟹江町源氏3-218
✆0567-96-3962
- 田原支店
〒441-3421 愛知県田原市田原町松下9-33
✆0531-22-1256
- 福江営業所
〒441-3613 愛知県田原市古田町宮ノ前52-6
✆0531-33-1155
- 豊川営業所
〒442-0854 愛知県豊川市国府町下坊入3-1
✆0533-87-6111

### 広島県
- 三原支店
〒723-0017 広島県三原市港町1-6-16
✆0848-63-3153

## 沿革

### 三縁証券ウェルスマネジメント
- 2025年（令和 7年）5月　金融商品仲介業者として登録し、商号を三縁証券ウェルスマネジメント株式会社に変更

### 三縁証券
- 2010年（平成22年）4月 - 六二証券が大石証券を吸収合併し三縁証券に商号変更
- 2010年（平成22年）9月21日 - 本店を名古屋市に移転
- 2020年（令和2年）3月 - 田原証券よりレセプト債関連事業を除く全ての金融商品取引業を事業譲受[5]。
- 2010年（平成22年）9月　本店を愛知県名古屋市中村区名駅南1-24-30に移転
旧本店を「大垣支店」に、桑名本店を「桑名支店」にそれぞれ改称
- 2012年（平成24年）4月　名古屋証券取引所の総合取引資格を取得

### 六二証券
- 1923年（大正12年）2月　六二株式店創業
- 1994年（昭和19年）8月　六二証券株式会社に組織変更
- 1948年（昭和23年）7月　証券取引法に基づく証券業者として登録
- 1965年（昭和40年）12月　資本金を20百万円に増資
- 1968年（昭和43年）4月	証券業免許（蔵証8368号）
- 1980年（昭和55年）3月　本店（現、三縁証券桑名支店）を桑名市中央町1-29に移転
- 1981年（昭和56年）10月　資本金を40百万円に増資
- 1985年（昭和60年）6月　本店社屋を建て替え
- 1987年（昭和62年）11月　弥富営業所を開設
- 1988年（昭和63年）4月　資本金80百万円に増資
- 1990年（平成2年）6月　蟹江営業所を開設
- 1992年（平成4年）3月　亀山営業所を開設
- 1997年（平成9年）12月　資本金を102百万円に増資
- 1998年（平成10年）12月　証券業登録（東海財務局長（証）第21号）
- 2007年（平成19年）9月　金融商品取引業者として登録（東海財務局長（金商）第22号）
- 2010年（平成22年）4月　大石証券株式会社と合併し、商号を三縁証券株式会社に変更
本店を岐阜県大垣市栗屋町1番地に移転

### 大石証券
- 1944年（昭和19年） 7月 - 岐阜県大垣市郭町に大石証券株式会社を設立。
- 1948年（昭和23年）11月 - 証券取引法に基づく証券業者として登録　登録番号691号
- 1951年（昭和26年）11月 - はとや証券吸収合併
- 1961年（昭和36年）10月 - 平田出張所　開設
- 1961年（昭和36年）11月 - 本店を大垣市栗屋町に移転
- 1967年（昭和42年）11月 - 稲一証券　営業権　譲受、養老郡養老町押越に養老営業所を開設
- 1968年（昭和43年） 4月 - 平田出張所が営業所へ昇格
- 1980年（昭和55年）10月 - 多治見営業所 開設
- 1981年（昭和56年） 1月 - 養老営業所を養老町高田字蓮寺421番地1に移転
- 1982年（昭和57年）10月 - 累積投資業務に係る代理業務の承認
- 1987年（昭和62年） 1月 - 養老営業所を養老町高田字蓮寺421番地5に移転
- 1998年（平成10年）12月 - 証券業の登録東海財務局長（証）第22号
- 2002年（平成14年） 4月 - 岡三證券（現・岡三証券グループ）の傘下に入る。
- 2007年（平成15年）10月 - 岡三ホールディングス（現・岡三証券グループ）の一員となる
- 2008年（平成16年） 7月 - 設立60周年を迎える
- 2010年（平成22年） 3月 - 三原支店開設
- 2010年（平成22年） 4月 - 六二証券に吸収合併され、解散

### 田原証券
- 1929年（昭和4年）6月　初代社長内柴信吉、会社設立
- 1948年（昭和23年）4月　内柴義郎　代表取締役社長就任
- 1948年（昭和23年）　証券業登録
- 1953年（昭和28年）5月　福江営業所を開設（現：三縁証券福江営業所）
- 1968年（昭和43年）4月　証券業免許取得
- 1986年（昭和61年）6月　豊橋営業所を開設
- 1990年（平成2年）2月　豊川営業所を開設（現：三縁証券豊川営業所）
- 1991年（平成3年）10月　東田営業所を開設
- 1995年（平成7年）5月　森田雅人、代表取締役社長就任
- 1998年（平成10年）12月　証券業登録
- 1999年（平成11年）4月　豊橋営業所と東田営業所を統合
- 2007年（平成19年）9月　第一種金融商品取引業登録
- 2011年（平成23年）9月　第二種金融商品取引業登録
- 2020年（令和2年）3月　三縁証券に事業を譲渡